# Italia nord-occidentale
L'Italia nord-occidentale, conosciuta anche più semplicemente come nord-ovest, è quella parte di territorio dell'Italia settentrionale che, nella definizione dell'Istat adottata anche dall'Eurostat, comprende le regioni Liguria, Lombardia, Piemonte e Valle d'Aosta.

## Geografia
Confina a ovest con la Francia tramite le Alpi Occidentali, a nord con la Svizzera mediante le Alpi Centrali, a est con le regioni Trentino-Alto Adige, Veneto ed Emilia-Romagna appartenenti all'Italia nord-orientale e a sud col mar Ligure e l'estrema propaggine della Toscana nell'Italia centrale. L'Italia nord-occidentale racchiude gran parte della Pianura Padana ed è attraversata dal fiume Po, il più lungo d'Italia.

## Storia
Le prime peculiarità proprie di questa regione nascono già nel periodo pre-romano, quando era caratterizzata dalla presenza della Cultura di Golasecca e di tribù liguri e celto-liguri; in contrapposione al nord-est cui era abitato, oltre che da tribù galliche anche da Venetici e Reti. Durante il periodo augusteo la zona venne divisa nelle regio IX Liguria e XI Transpadana, rispettivamente a sud e a nord del Po. Durante il periodo tardo-imperiale e bizantino vennero costituite altre due organizzazioni territoriali: le Alpes Cottiae (Liguria e Piemonte occidentale) e Liguria (Lombardia e Piemonte orientale).
Tuttavia in termini storici la prima unione del nord-ovest in una entità territoriale, ma anche culturale e politica di rilievo, è avvenuta nel periodo Longobardo, di  cui Pavia fu capitale, quando la Langobardia Maior è stata divisa nel corso del VII secolo in due parti: la Neustria, opposta all'Austria, rispettivamente gli attuali nord-ovest e nord-est dell'Italia. Negli ultimi secoli il Nord-Ovest si identifica principalmente negli ex-domini della Casa dei Savoia e quindi la parte continentale del Regno di Sardegna, i quali comprendevano oltre al Piemonte, la Valle d'Aosta e la Liguria. La Lombardia, pur culturalmente legata al Piemonte e alla Liguria, ha storicamente sviluppato numerosi legami politici ed economici con il Veneto (Regno Lombardo-Veneto) e quindi con il Nord-Est, tuttavia è stata anche la prima porzione del Lombardo-Veneto a essere annessa dal Regno di Sardegna; inoltre, in termini assoluti, è stata il primo risultato territoriale delle guerre d'indipendenza.

## Demografia
La popolazione residente nell'Italia nord-occidentale ammonta a 15 923 805 abitanti .

### Regioni
| Regione       | Capoluogo | Abitanti   |
| ------------- | --------- | ---------- |
| Liguria       | Genova    | 1 509 782  |
| Lombardia     | Milano    | 10 045 664 |
| Piemonte      | Torino    | 4 255 138  |
| Valle d'Aosta | Aosta     | 122 669    |

### Comuni più popolosi
Di seguito si riporta l'elenco della popolazione residente nei comuni con più di 50 000 abitanti .
| #  | Comune             | Regione   | Città metropolitana o Provincia | Abitanti  | Note |
| -- | ------------------ | --------- | ------------------------------- | --------- | ---- |
| 1  | Milano             | Lombardia | Milano                          | 1 367 518 |      |
| 2  | Torino             | Piemonte  | Torino                          | 857 529   |      |
| 3  | Genova             | Liguria   | Genova                          | 564 592   |      |
| 4  | Brescia            | Lombardia | Brescia                         | 200 448   |      |
| 5  | Monza              | Lombardia | Monza e Brianza                 | 123 276   |      |
| 6  | Bergamo            | Lombardia | Bergamo                         | 120 483   |      |
| 7  | Novara             | Piemonte  | Novara                          | 102 891   |      |
| 8  | Alessandria        | Piemonte  | Alessandria                     | 92 794    |      |
| 9  | La Spezia          | Liguria   | La Spezia                       | 92 690    |      |
| 10 | Como               | Lombardia | Como                            | 84 774    |      |
| 11 | Busto Arsizio      | Lombardia | Varese                          | 84 109    |      |
| 12 | Varese             | Lombardia | Varese                          | 79 061    |      |
| 13 | Sesto San Giovanni | Lombardia | Milano                          | 79 017    |      |
| 14 | Cinisello Balsamo  | Lombardia | Milano                          | 75 049    |      |
| 15 | Asti               | Piemonte  | Asti                            | 73 567    |      |
| 16 | Pavia              | Lombardia | Pavia                           | 71 610    |      |
| 17 | Cremona            | Lombardia | Cremona                         | 71 105    |      |
| 18 | Vigevano           | Lombardia | Pavia                           | 63 030    |      |
| 19 | Legnano            | Lombardia | Milano                          | 60 831    |      |
| 20 | Savona             | Liguria   | Savona                          | 58 693    |      |
| 21 | Cuneo              | Piemonte  | Cuneo                           | 55 816    |      |
| 22 | Moncalieri         | Piemonte  | Torino                          | 55 518    |      |
| 23 | Sanremo            | Liguria   | Imperia                         | 53 105    |      |
| 24 | Gallarate          | Lombardia | Varese                          | 52 885    |      |
| 25 | Rho                | Lombardia | Milano                          | 50 912    |      |

## Economia
Le regioni nord-occidentali sono considerate quelle dov'è cominciata, nella seconda metà del XIX secolo, l'industrializzazione italiana. Ancora oggi producono circa un terzo della ricchezza nazionale  e attraggono i maggiori flussi migratori, sia dal resto d'Italia sia dall'estero.